# Galeria Lisístrata
Galeria Lisístrata (siglo II d. C.)  fue la concubina del emperador Antonino Pío.

## Biografía
Fue esclava de la emperatriz Faustina la Mayor, pero después de la muerte de la emperatriz fue manumitida y empezó una relación con Antonino Pío que duró hasta la muerte de este en el año 161. Tuvo una gran influencia en la corte imperial y llegó a promover a sus aliados políticos a los cargos de mayor importancia, consiguiendo que Sexto Cornelio Repentino fuera nombrado prefecto del pretorio. Recibió de los escritores antiguos un trato favorable.
Fue junto a Claudia Actea, Antonia Cenis y Marcia una de las amantes de emperadores romanos más influyentes.